# Nick Cave
Nicholas Edward Cave (Warracknabeal, 22 de Setembro de 1957) é um músico, compositor, escritor, argumentista e, ocasionalmente, ator australiano.
É mais conhecido pelo seu trabalho no rock, com os Nick Cave and the Bad Seeds, onde explora temáticas como religião, morte, amor, América e violência.  Em julho de 2015, seu filho morreu ao cair de um penhasco em Brighton, em East Sussex, na Inglaterra. Ele tinha quinze anos - este episódio culminou na temática do disco Skeleton Tree, que o músico vinha produzindo na época, com a Bad Seeds. 
Nascido e criado na zona rural de Victoria, Cave estudou arte em Melbourne antes de liderar o Birthday Party, uma das principais bandas pós-punk da cidade, no final dos anos 1970. Eles se mudaram para Londres em 1980. Desiludidos com a vida lá, eles evoluíram para um som mais sombrio e desafiador que ajudou a inspirar o rock gótico e adquiriu a reputação de "a banda ao vivo mais violenta do mundo". Cave tornou-se reconhecido por suas performances de confronto, seu cabelo preto e aparência gótica e emaciada. A banda se separou logo depois de se mudar para Berlim em 1982, e Cave formou Nick Cave and the Bad Seeds no ano seguinte, mais tarde descrito como uma das bandas "mais temíveis e duradouras" do rock
No filme  Harry Potter e as Relíquias da Morte (parte 1) é tocada a música "O'Children", de sua autoria.
Cave morou no Brasil, na cidade de São Paulo, entre 1990 e 1993 e tem um filho brasileiro, nascido nesse período, chamado Luke Cave.

## Discografia
Nick Cave And The Bad Seeds
- 1984 - From Her to Eternity
- 1985 - The First Born Is Dead
- 1986 - Kicking Against the Pricks
- 1986 - Your Funeral... My Trial
- 1988 - Tender Prey
- 1990 - The Good Son
- 1992 - Henry's Dream
- 1993 - Live Seeds (ao vivo)
- 1994 - Let Love In
- 1996 - Murder Ballads
- 1997 - The Boatman's Call
- 1999 - The Best of Nick Cave and the Bad Seeds (coletânea)
- 2001 - No More Shall We Part
- 2003 - Nocturama
- 2004 - Abattoir Blues & The Lyre of Orpheus
- 2008 - Dig, Lazarus, Dig!!!
- 2013 - Push the Sky Away
- 2016 - Skeleton Tree
- 2019 - Ghosteen
- 2024 - Wild God

Grinderman
- 2007 - Grinderman
- 2010 - Grinderman2